# Ostwestfalenstraße

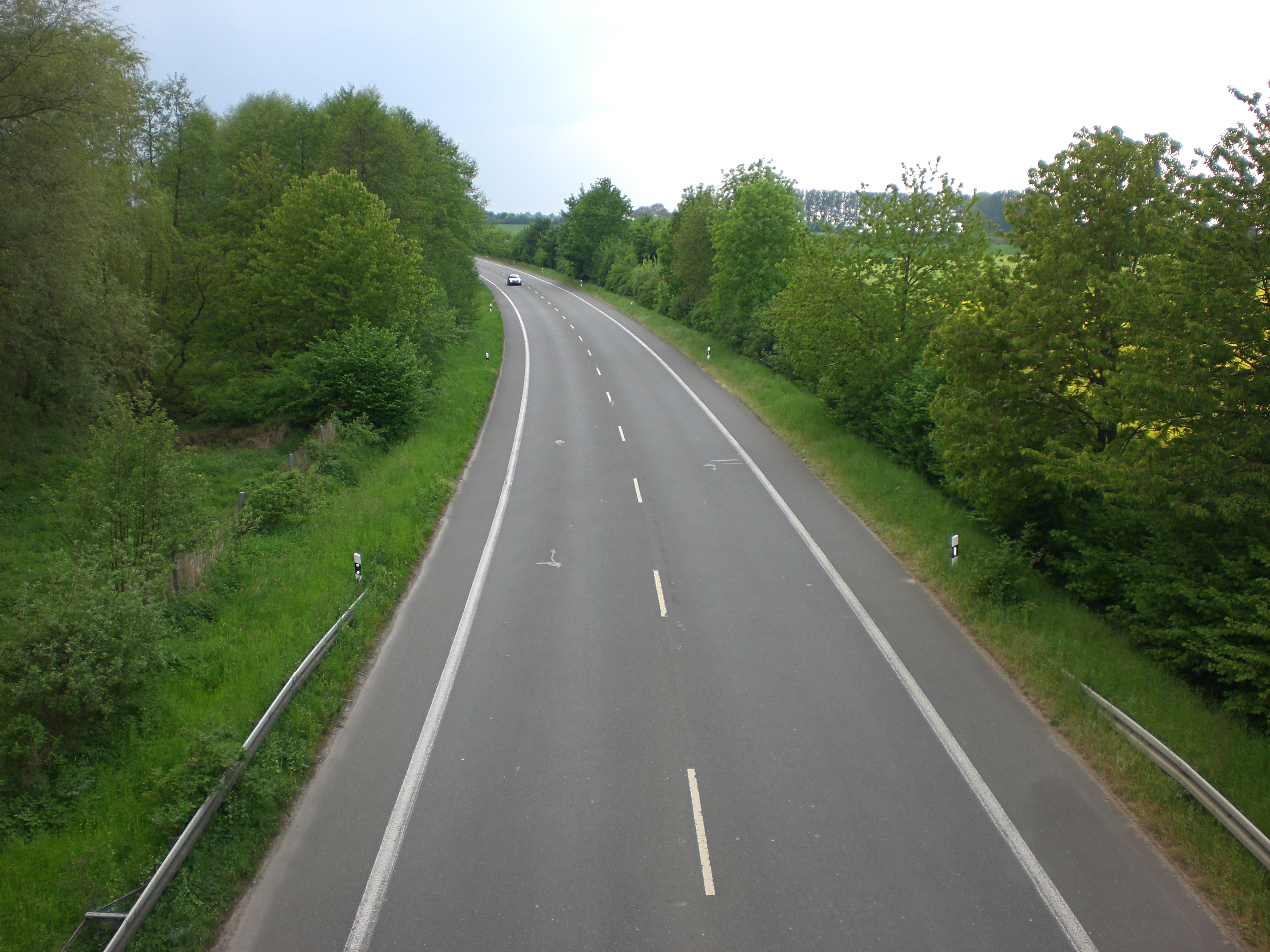
Blick auf die Ostwestfalenstraße bei Bad Salzuflen

Als Ostwestfalenstraße wird ein Straßenverlauf bestehend aus einer nordrhein-westfälischen Landesstraße (L 712/L 712n) und der Bundesstraße 252 in Ostwestfalen-Lippe bezeichnet.

## Verlauf
Die Ostwestfalenstraße führt als gut ausgebaute Schnellstraße von der Altenhagener Straße in Bielefeld-Altenhagen zur Anschlussstelle „Ostwestfalen-Lippe“ der A 2 und dann über Lemgo, Blomberg, Steinheim und Brakel nach Warburg bis zur A 44.
Auf den Abschnitten von Bielefeld-Altenhagen bis Lemgo und vom Ende der B 66n bis Blomberg heißt die Ostwestfalenstraße auch L 712n. Sie ist zwischen Bad Salzuflen und Lemgo, in Steinheim und bei Nieheim teilweise im 2+1-System (zwei Fahrstreifen in eine Richtung und ein Fahrstreifen in die andere Richtung im Wechsel) ausgebaut.
Auf dem weiteren Abschnitt Blomberg bis Warburg heißt sie dann auch B 252.
Für die meisten Ortschaften gibt es Umgehungsstraßen.

### Gebietskörperschaften
Die Ostwestfalenstraße durchquert zunächst in west-östlicher und dann in nord-südlicher Richtung folgende Gebietskörperschaften:
- Bundesland Nordrhein-Westfalen
  - Stadt Bielefeld
  - Kreis Herford
    - Herford

  - Kreis Lippe
    - Bad Salzuflen, Lemgo, Blomberg

  - Kreis Höxter
    - Steinheim, Nieheim, Brakel, Willebadessen, Warburg

## Ausbaupläne
Von der Altenhagener Straße in Bielefeld-Altenhagen soll die Ostwestfalenstraße bis zur B 61 im Bielefelder Ortsteil Brake um 2,3 Kilometer verlängert werden und so als Ortsumgehung für den Stadtteil Milse eine bessere Verbindung von der Autobahn in den Bielefelder Norden herstellen. Nach dem Neubau von vier Brücken ab Ende 2021 erfolgt der Straßenbau, wobei die Fertigstellung für Ende 2025 vorgesehen ist.